# Son Sardina (metropolitana di Palma di Maiorca)
Son Sardina è una fermata della linea 1 della Metropolitana di Palma di Maiorca. Si trova nei pressi della Ferrocarril de Sóller e della superstrada Ma-11. È in servizio dal 2007.

## Storia
La costruzione dei tunnel della metropolitana iniziarono il 9 agosto 2005 e la stazione venne inaugurata il 27 aprile 2007.

## Servizi
La stazione dispone di:
- Biglietteria automatica

## Interscambi
- Fermata autobus urbani
- Stazione ferroviaria (Ferrovia Sóller)